# 옹경일
옹경일(한국 한자: 邕敬壹, 1972년~)은 대한민국의 여자 예술인·무용가이며, 재미 무용가이다.

## 생애
서울예술고등학교를 거쳐, 성균관대학교를 수석졸업한 이후부터 2003년까지 국립무용단 수석무용수로서 명예롭게  활동하다가 , 한국전통무용과 세계 각국 무용의 실체적 조화를 심도있게 모색하고자, 도미하여 샌프란시스코를 중심으로 전통무용 및 창작무용 활동을 지속적으로 펼치고 있으며,  그 공로를 인정받아, 2004년에는 이 지역 예술협회가 주는 지원금 수혜자로 뽑혔으며, 또한 (2006년)에는 제20회 이사도라 던컨상과 샌프란시스코 안무상을 수상하기도 했다.  그는 현재에도 미국에서 무용단의 리더로서 무용 후학 양성과 무용예술문화 콘텐츠 창작활동 주도는 물론, 샌프란시스코 이스트베이 한인회 봉사활동과 다양한 예술 문화 행사 참여 또는 지도를 통하여서도,  한국 전통 무용의 심오한 개성과 아름다음을  세계 만방에 알리고 있다.

## 경력
- 서울예술고등학교
- 성균관대학교
- 국립무용단 수석무용수
- OngDace Company & School 설립자

## 학력
- 서울예술고등학교 무용과 (졸업)
- 성균관대학교 무용학과 (졸업)
- 성균관대학교 대학원 교육학과 (졸업)

## 출연 작품
- '천년의 춤을 세계로'(2005년)
- '북춤의 향연' (2005년)
- 무무 'Mu Mu' (2008년)

## 수상 경력
- 동남아시아 콩쿠르 금상 (1995년)
- 제27회 샌프란시스코 세계민속무용축제 우승(2005년)
- 제20회 이사도라 던컨상과 샌프란시스코 안무상 수상(2006년)